# Centris californica
Centris californica là một loài Hymenoptera trong họ Apidae. Loài này được Timberlake mô tả khoa học năm 1940.